# Elaine S. Edwards
Elaine Schwartzenburg Edwards (8 de marzo de 1929 - 14 de mayo de 2018) fue una ex senadora de Louisiana. Era miembro del Partido Demócrata. Edwards era la esposa de Edwin Edwards, el exgobernador de Louisiana. Se casaron desde 1949 hasta que se divorciaron en 1989. Fue Senadora durante tres meses y medio durante 1972. Edwards nació en Marksville, Louisiana.
Edwards murió el 14 de mayo de 2018 en la casa de su hija en Denham Springs, Louisiana, de una enfermedad pulmonar obstructiva crónica a la edad de 89 años.